# Collegium Artisticum
Collegium Artisticum — галерея современного искусства в Сараево, столице Боснии и Герцеговины. Она была основана 6 апреля 1975 года и была названа в честь художественного движения с тем же названием, которое существовало в Сараево с 1939 года до начала Второй мировой войны. Она была основана как галерея трёх основных художественных объединений Боснии и Герцеговины: Ассоциации художников (ULUBIH), Ассоциации прикладного искусства и дизайна (ULUPUBIH) и Ассоциации архитекторов (AABIH). Ныне галерея функционирует как государственное учреждение Городская галерея Collegium Artisticum и проводит ежегодную выставку Collegium Artisticum.

## История

### Художественное движение
Движение Collegium Artisticum было создано в 1939 году как реакция на сложную политическую обстановку в Королевстве Югославия. Он был основан в качестве части Сараевского филармонического оркестра и возглавлялся группой левых общественных интеллектуалов и художников, в которую входили художник Войо Димитриевич, композитор Оскар Данон и архитектор Яхиэль Финчи. Движение открыто исповедовало антифашизм, бойкотируя финансируемые государством художественные проекты и программы. Кроме того, она организовывала подпольные выставки и левацкие конференции в Сараево, примыкая к незаконной Коммунистической партии Югославии. Движение было запрещено югославским правительством в 1940 году, а некоторые его члены были заключены в тюрьмы.

### Художественный музей
С окончанием Второй мировой войны ряд боснийских художников организовали ежегодную выставку Collegium Artisticum в 1947 году. Первоначальными её учредителями были все бывшие члены движения Collegium Artisticum, включая Исмета Муджезиновича, Войо Димитриевича, Мику Тодоровича, Воислава Хаджидамьяновича, Романа Петровича, Бехаудина Сельмановича, Сиго Саммерекера, Петара Шайна и Хакию Куленовича. В день 30-летия освобождения Сараево в 1975 году Городская ассамблея в сотрудничестве с Ассоциацией художников (ULUBIH), Ассоциацией прикладного искусства и дизайна (ULUPUBIH) и Ассоциацией архитекторов (AABIH) основала Музей современного искусства Collegium Artisticum.
В музее ежегодно с момента открытия, за исключением периода с 1992 по 1998 год (времени Боснийской войны и последующего восстановления), проводится коллективная Шестиапрельская выставка членов трёх художественных объединений. Музей также имеет собственное издательство, выпускающее журнал «Vizura», посвящённый культуре и изобразительному искусству . Ныне музей функционирует как одно из организационных подразделений Центра культуры кантона Сараево, который был создан в 2015 году путём слияния трёх государственных учреждений культуры: Боснийского культурного центра (босн. Bosanski kulturni centar), Сараевского искусства (босн. Sarajevo art) и Collegium Artisticum.